# Kęsy-Pańki
Kęsy-Pańki – część wsi Kęsy-Wypychy w Polsce, położona w województwie mazowieckim, w powiecie pułtuskim, w gminie Gzy.
W latach 1975–1998 Kęsy-Pańki administracyjnie należały do województwa ciechanowskiego.